# Vevey (stacja kolejowa)
Vevey (niem: Bahnhof Vevey) – stacja kolejowa w Vevey, w kantonie Vaud, w Szwajcarii. Obsługiwana jest przez pociągi SBB-CFF-FFS.

## Historia
Stacja została otwarta w dniu 2 kwietnia 1861 jako część trasy Lozanna-Villeneuve, obecnie Simplonlinie.
W 1902, otwarto trasę kolei wąskotorowej MVR Blonay, a w 1904 otwarto trasę do Châtel-Saint-Denis.
| Vevey                             |  |                                      |
| Linia Simplonlinie (18,400 km)    |  |                                      |
| Saint-Saphorinodległość: 3,800 km |  | La Tour-de-Peilz odległość: 1,500 km |
| Linia Vevey–Chexbres              |  |                                      |
|                                   |  | Vevey-Funi                           |